# Chloroclystis ericinellae
Chloroclystis ericinellae là một loài bướm đêm trong họ Geometridae.